# Jamsbönrotssläktet
Jamsbönrotssläktet (Pachyrhizus) är ett växtsläkte i familjen ärtväxter med sex arter från tropiska Amerika.
Släktet består av fleråriga örter med upprätta eller klättrande stjälkar och stora underjordiska knölar. Bladen är trefingrade. Blomställningarna är knippen eller klasar som kommer i bladvecken. Fodret är tvåläppigt. Kronan är violett eller vit. Frukten är en mångfröig skida. En art, jamsbönroten (P. erosus), odlas för den ätliga rotknölen.
Kladogram enligt Catalogue of Life:
| jamsbönrotssläktet | \| \| Pachyrhizus ahipa \| \| \| \| \| \| Pachyrhizus erosus - jamsbönrot, jicama \| \| \| \| \| \| Pachyrhizus ferrugineus \| \| \| \| \| \| Pachyrhizus panamensis \| \| \| \| \| \| Pachyrhizus tuberosus \| \| \| \| |
|                    | \| \| Pachyrhizus ahipa \| \| \| \| \| \| Pachyrhizus erosus - jamsbönrot, jicama \| \| \| \| \| \| Pachyrhizus ferrugineus \| \| \| \| \| \| Pachyrhizus panamensis \| \| \| \| \| \| Pachyrhizus tuberosus \| \| \| \| |
|                    | Pachyrhizus ahipa |
|                    | |
|                    | Pachyrhizus erosus - jamsbönrot, jicama |
|                    | |
|                    | Pachyrhizus ferrugineus |
|                    | |
|                    | Pachyrhizus panamensis |
|                    | |
|                    | Pachyrhizus tuberosus |
|                    | |

## Bildgalleri

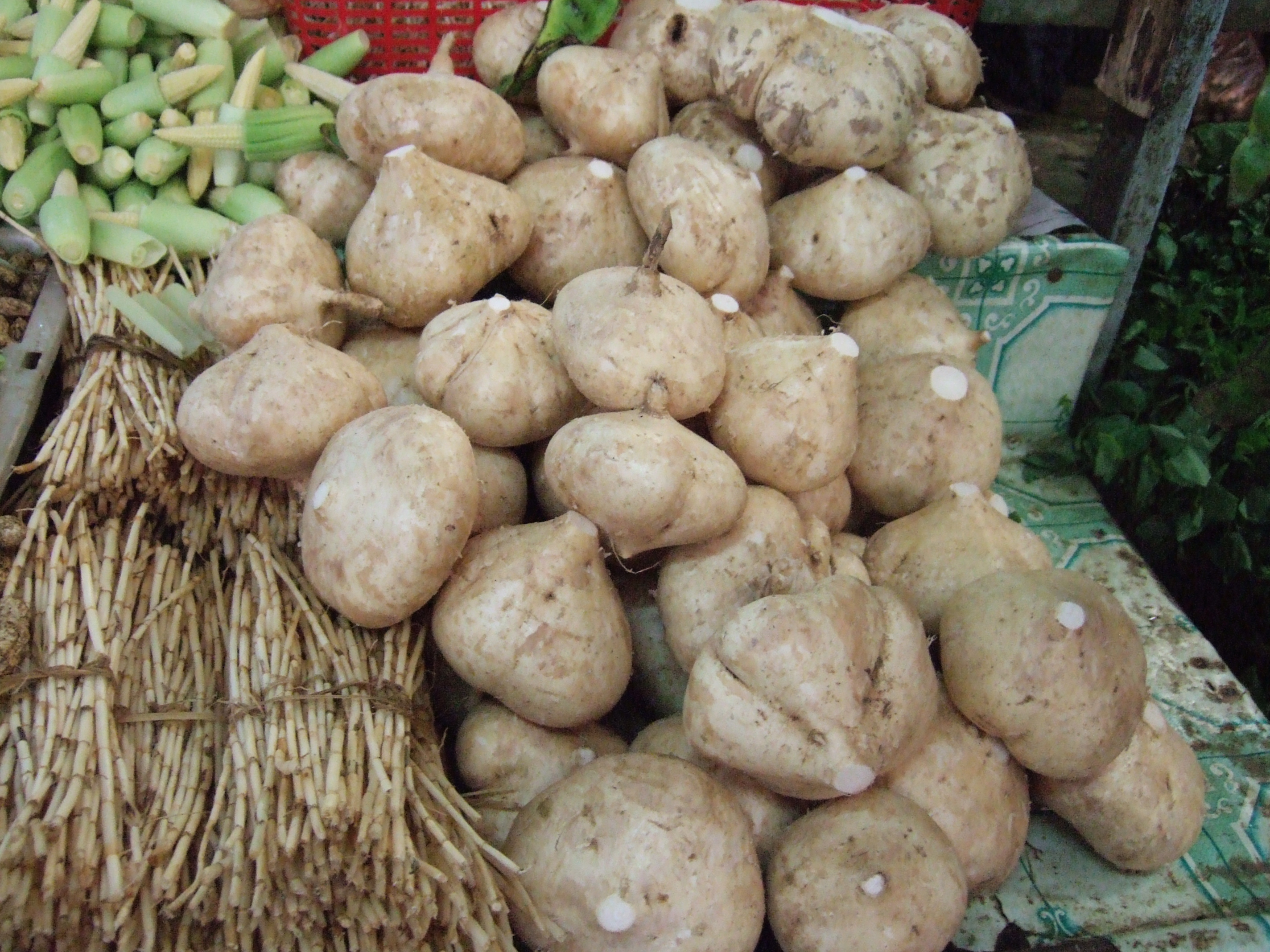
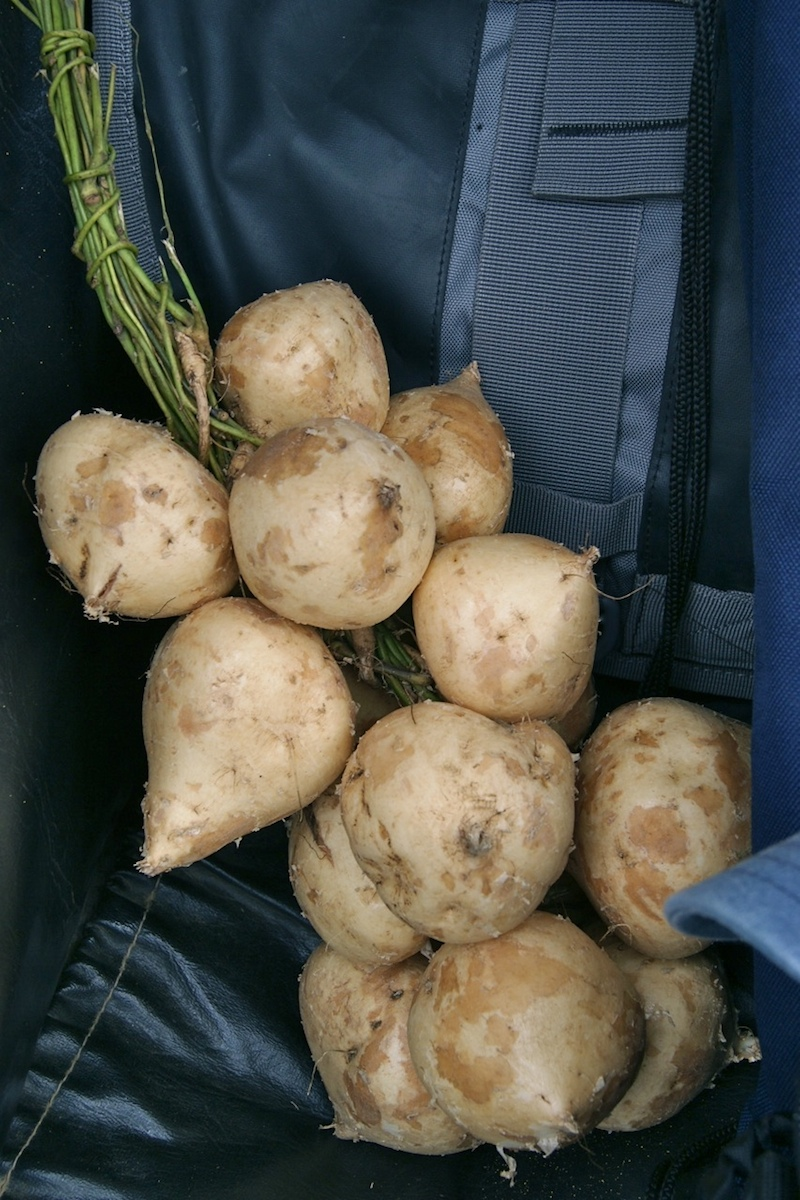
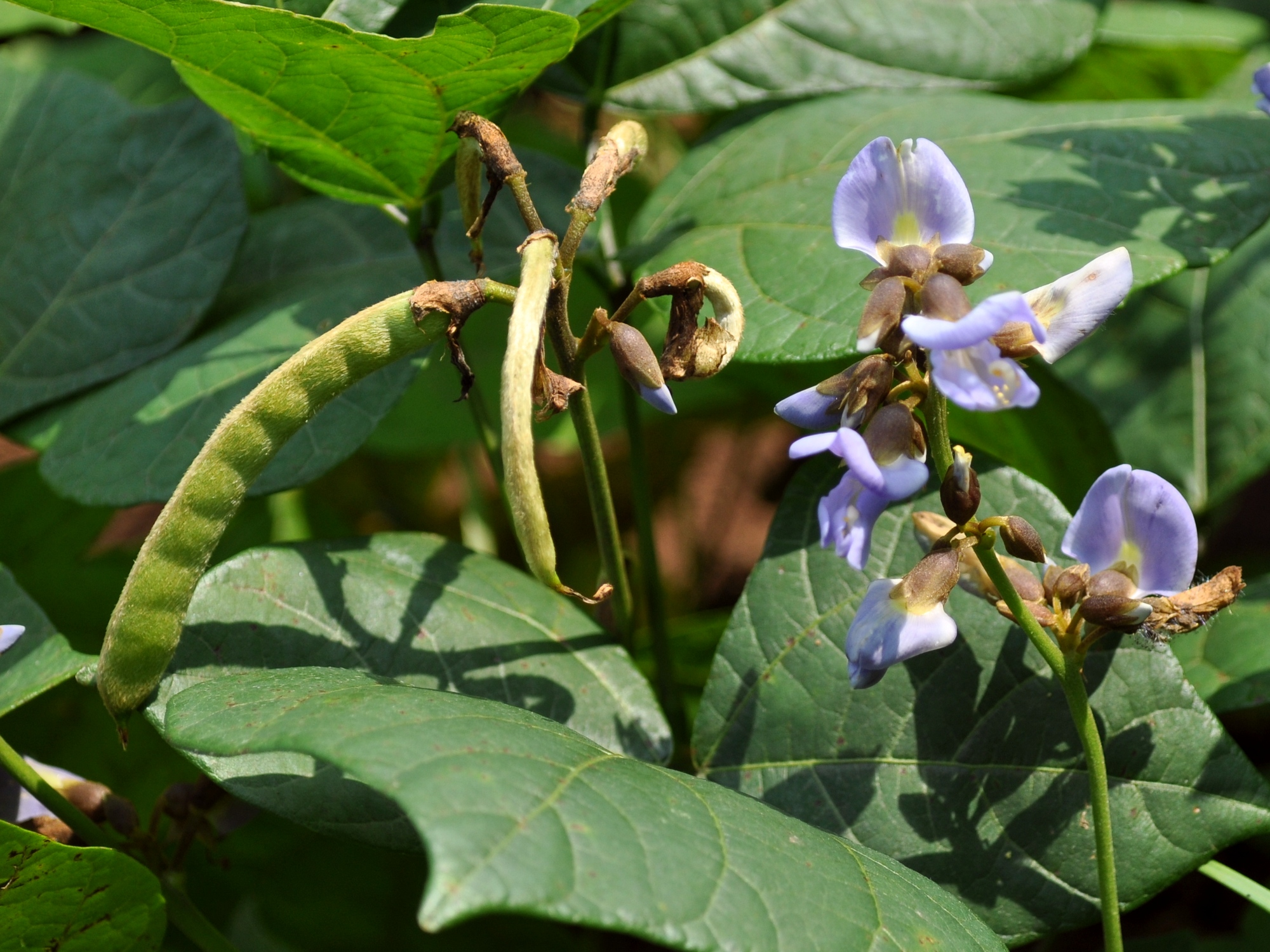